# Idioma shinasha
Shinasha, también conocido como Boro (Borna, Bworo) es una lengua omótica del norte hablada en el oeste de Etiopía por el pueblo shinasha. Sus hablantes viven en zonas dispersas al norte del nilo azul: en los distritos de Dangur, Bullen, Dibate y Wenbera, que forman parte de la región de Benishangul-Gumuz.

## Otras lecturas
- Franz Rottland (1990), "A sketch of Shinasha morphology", Omotic Language Studies, Richard Hayward (editor), pp. 185–209. London: SOAS.
- Idar Bergfjord (2013), Issues in Borna Phonology, MA thesis, University of Oslo